# Cultura occidental

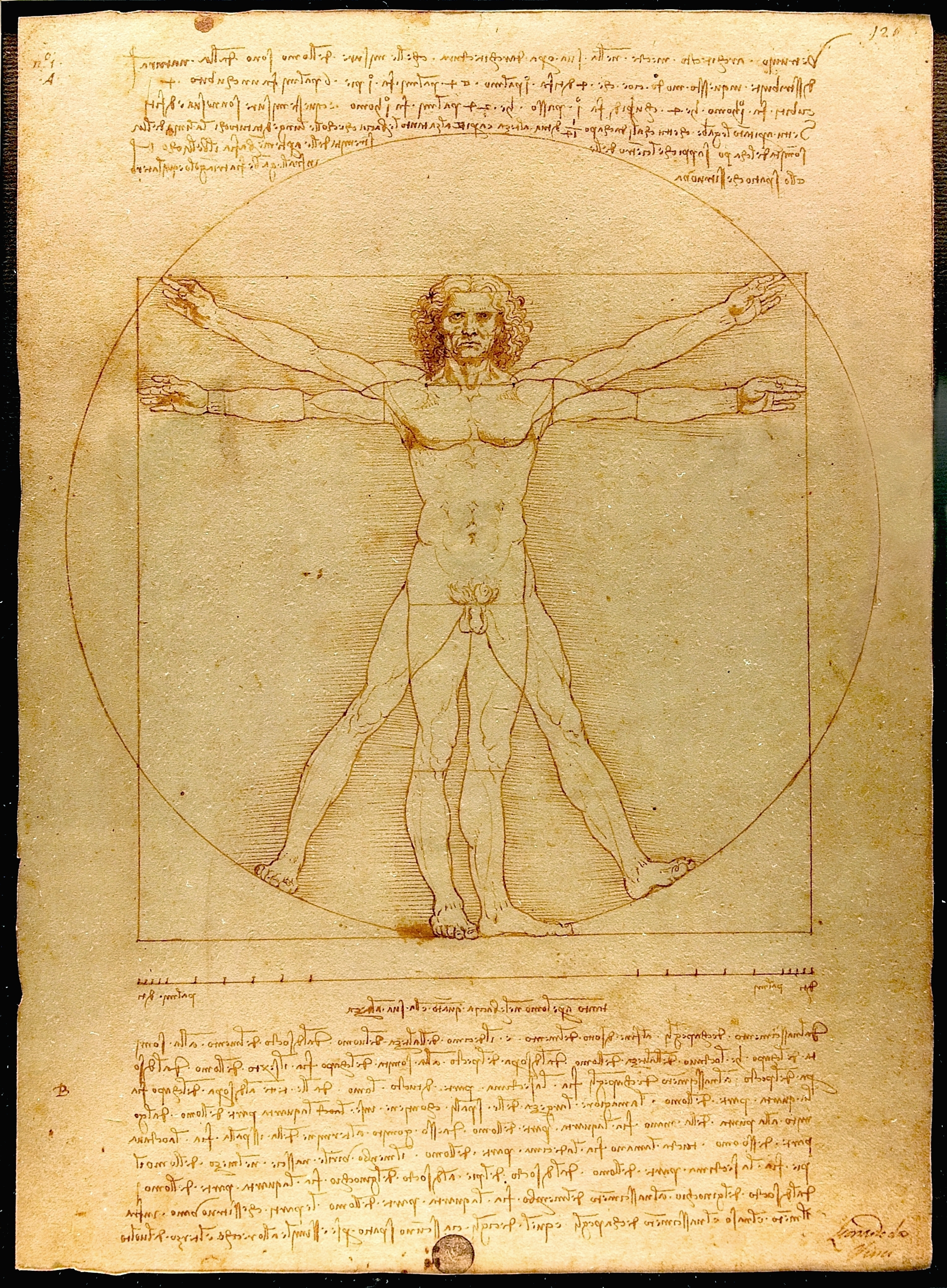
El Hombre de Vitruvio de Leonardo da Vinci. Basado en las correlaciones de proporciones humanas ideales con la geometría, descritas por el antiguo arquitecto romano Vitruvio en el Libro III de su tratado De architectura.

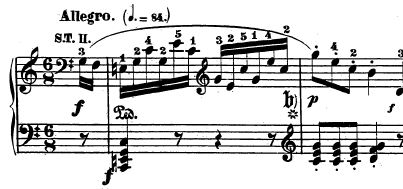
La notación musical y la música clásica son producto de la cultura occidental.

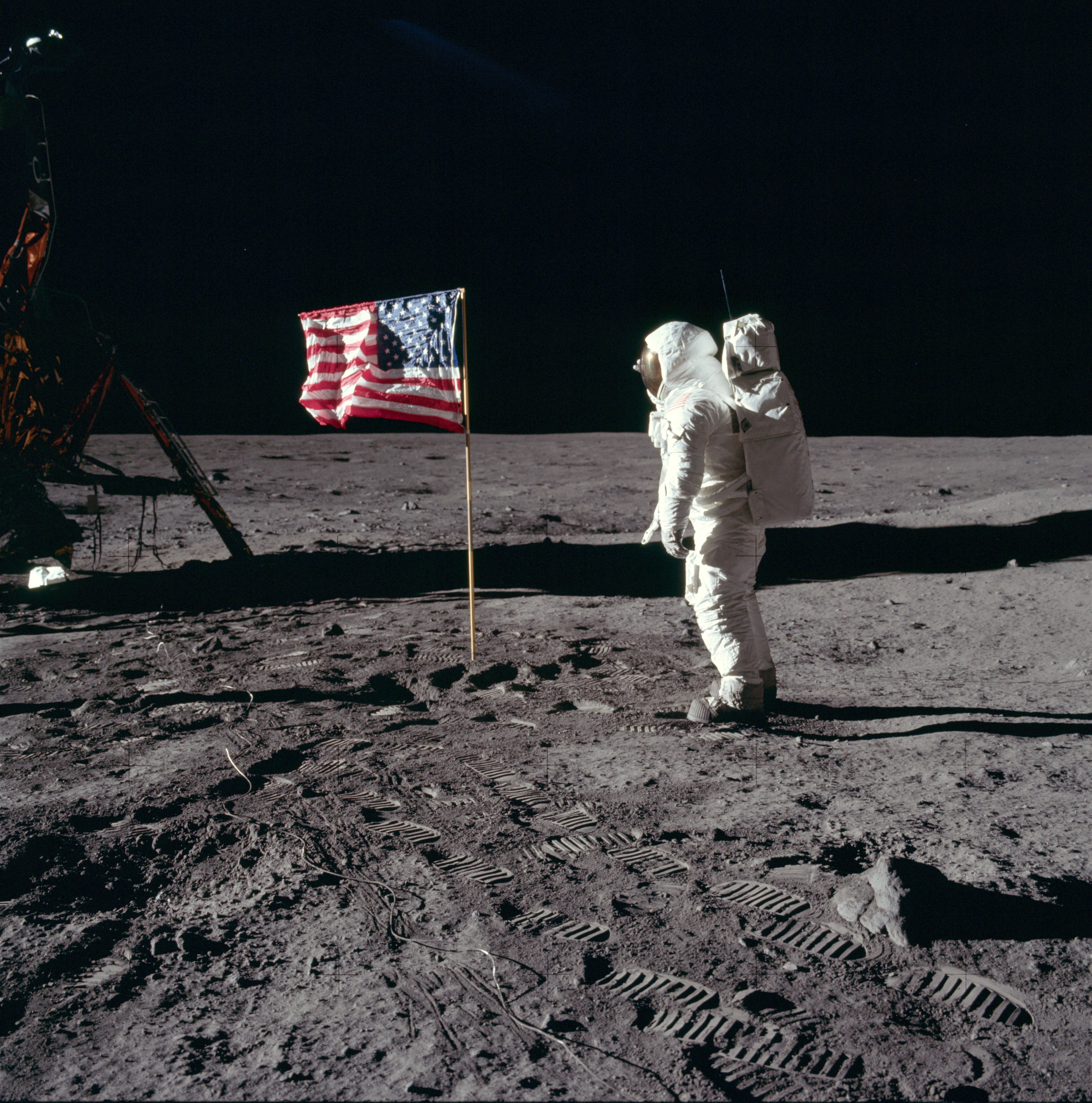
Buzz Aldrin saluda a la bandera de Estados Unidos en la Luna.

Con los términos cultura occidental, civilización occidental, mundo occidental, sociedad occidental, civilización europea o civilización cristiana se hace referencia al siguiente conjunto: normas sociales, valores éticos, costumbres, tradiciones, creencias religiosas, formas de Estado, sistemas políticos, artefactos o tecnologías de Occidente que tienen su origen y están asociados a Europa. Sin embargo, el término también se refiere a espacios extraeuropeos, en concreto, a aquellos territorios cuya historia está fuertemente conectada a Europa debido a la colonización, la cual conllevó a una subsecuente influencia cultural mediante la inmigración; así, determinados países de América y de Oceanía se consideran parte de la cultura occidental.
Las bases de la cultura occidental son el arte, la filosofía, la literatura y los sistemas y tradiciones político-legales que se han desarrollado en su seno. En concreto, los pueblos grecolatinos, celtas, germánicos y eslavos han tenido una influencia decisiva en la configuración de la cultura occidental, así como el cristianismo, especialmente, la Iglesia católica y, posteriormente, la Iglesia protestante, pero también la Iglesia ortodoxa.
Una de las bases del pensamiento occidental, que tiene sus orígenes en la Antigua Grecia, y que se ha aplicado durante toda la historia de la civilización occidental, es la del racionalismo en todos los aspectos de la vida. Algunos ejemplos históricos de ello son la filosofía helenística, la escolástica, el humanismo, la Ilustración y sus productos. Asimismo, la Iglesia católica, durante siglos, contribuyó al desarrollo de los valores, ideas, ciencia, leyes e instituciones que constituyen la actual civilización occidental.
El sistema político-legal de Occidente, con base en el derecho romano, se basa en el empleo de argumentos racionales, favoreciendo el libre pensamiento. Conceptos como los derechos humanos, la democracia y la igualdad, tal y como son hoy entendidos en todo el planeta, tienen su origen en la civilización occidental.
Tradicionalmente se considera que la cultura occidental nace en la Antigua Grecia. Sus mayores contribuciones fueron en los ámbitos de la filosofía, las matemáticas y la ciencia. 
A Grecia le sigue la Antigua Roma, cuyas principales contribuciones están relacionadas con la ingeniería, la estrategia militar, el derecho y la organización del Estado en general cuyas aportaciones se consolidaron en la filosofía política y del derecho. Es también en la antigua Roma cuando gran parte de Europa adopta el cristianismo como religión.
Esta cristianización se acentuó durante la Edad Media, en el seno de la Iglesia se crearon en Occidente las primeras universidades y la Iglesia se preocupó por la conservación de numerosas obras y conocimientos de la Antigüedad que de otra forma se habrían perdido. También se atribuyen a la Iglesia la creación de los primeros hospitales y de los derechos mercantil e internacional. El ascenso de la Iglesia y la doctrina cristiana supusieron una drástica reducción del número de personas sometidas a esclavitud, así como la desaparición de la poligamia, los sacrificios humanos y el infanticidio en Europa.